# قرار مجلس الأمن التابع للأمم المتحدة رقم 1641
قرار مجلس الأمن التابع للأمم المتحدة رقم 1641، الذي تم تبنيه بالإجماع في 30 نوفمبر 2005، بعد التذكير بالقرار 1545 (2004) بشأن الوضع في بوروندي، مدد المجلس ولاية عملية الأمم المتحدة في بوروندي حتى 15 يناير 2006.
وبينما أكد النص على سيادة بوروندي وسلامتها الإقليمية، أشار أيضا إلى استمرار عوامل عدم الاستقرار في البلد، والتي تشكل تهديدا للسلام والأمن في المنطقة.

## روابط خارجية
- نص القرار في undocs.org